# Фрэм, Джейсон
Джейсон Фрэм (англ. Jason Fram; род. 23 апреля 1995, Ванкувер, Британская Колумбия) — канадский и китайский хоккеист, защитник.

## Биография
Джейсон Фрэм начал заниматься хоккеем в родном Ванкувере, на уровне лиги — BC. Далее, на протяжении 5 лет, игрок оттачивал мастерство в команде «Спокан Чифс», выступающей в Западной хоккейной лиге (WHL). В 2016 году Фрэм поступил на обучение в Альбертский университет, где выступал в составе команды своего образовательного учреждения, на уровне мужской, университетской лиги (USports). В 2019 году хоккеист впервые покинул родной континент и подписал профессиональный контракт с клубом Континентальной хоккейной лиги — «Куньлунь Ред Стар». 4 сентября 2019 года, в домашней встрече против уфимского «Салавата Юлаева», Джейсон Фрэм дебютировал в лиге . 25 октября того же года, в гостевой встрече против «Авангарда», Фрэм забросил сразу две шайбы и помог одержать своей команде победу со счётом 3:0 . Всего, в дебютном для себя сезоне в КХЛ, на счету Фрэма 17 матчей, две заброшенные шайбы и 3 результативные передачи. Также хоккеист прошёл и школу ВХЛ, выступая в составе фарм-клуба — «КРС-БСУ», чтобы понять, какой уровень игры необходим ему на новом этапе карьеры.